# لی سلبی
لی سلبی (انگلیسی: Lee Selby؛ زادهٔ ۱۴ فوریهٔ ۱۹۸۷) بوکسور اهل بریتانیا است.